# Платонівка (Ровеньківський район)
Плато́нівка — село в Україні, у Ровеньківській міській громаді Ровеньківського району Луганської області. Населення становить 409 осіб (за станом на 2001 рік). Орган місцевого самоврядування — Благівська сільська рада.

## Географіія
У селі річка Грузька впадає у річку Нагольну.